# ینتل (فیلم)
ینتل (انگلیسی: Yentl) فیلمی در ژانر موزیکال به کارگردانی باربارا استرایسند است که در سال ۱۹۸۳ منتشر شد. از بازیگران آن می‌توان به مندی پتینکین، امی ایروینگ، باربارا استرایسند، استون هیل و میریام مارگولیس اشاره کرد.
امی ایروینگ توانست به‌خاطر بازی در این فیلم برای دریافتِ جایزه اسکار بهترین بازیگر نقش مکمل زن نامزد شود.

## جوایز
- اهدای اسکار بهترین موسیقی متن فیلم به میشل لوگران